# Battaglia di Ticonderoga
La battaglia di Ticonderoga fu uno scontro minore combattuto presso Fort Carillon (poi rinominato Fort Ticonderoga) il 26 e 27 luglio 1759 nel corso della guerra franco-indiana. Una forza britannica di oltre 11 000 uomini del generale Jeffrey Amherst portò l'artiglieria su un terreno sopraelevato nei pressi della fortezza, difeso da una guarnigione di 400 francesi guidati dal generale François-Charles de Bourlamaque.
Invece di difendere il forte, de Bourlamaque, su indicazione del generale Louis-Joseph de Montcalm e del governatore della Nuova Francia, il marchese de Vaudreuil, si ritirò e tentò di far esplodere la fortezza. La polveriera fu fatta esplodere, ma le mura non furono danneggiate gravemente. I britannici occuparono il forte che da allora prese il nome di Fort Ticonderoga. Migliorarono la zona ed iniziarono la costruzione di una flotta per condurre operazioni militari sul lago Champlain.
La tattica francese fu sufficiente per impedire all'esercito di Amherst di unirsi a James Wolfe nella battaglia di Québec. Anche i francesi però si trovarono con 3000 soldati occupati ed impossibilitati a partecipare alla difesa di Quebec.

## Contesto storico
La guerra franco-indiana, scoppiata nel 1754 per dispute territoriali nelle attuali Pennsylvania e New York settentrionale, era infine volta a favore dei britannici nel 1758 dopo una serie di sconfitte subite nel 1756 e nel 1757. I britannici erano riusciti a conquistare Louisbourg e Fort Frontenac nel 1758. L'unica vittoria francese di una certa importanza nel 1758 fu quando un grosso esercito guidato da James Abercrombie fu sconfitto da un piccolo gruppo di francesi nella battaglia di Fort Carillon. Nell'inverno seguente i comandanti francesi presero buona parte della guarnigione da Fort Carillon (chiamato Ticonderoga dai britannici) per difendere Quebec, Montréal e le fortezze francesi sui Grandi Laghi e lungo il fiume San Lorenzo.
Carillon, situata vicino all'estremità meridionale del lago Champlain, occupava un posto strategico anche prima che Samuel de Champlain la scoprisse nel 1609, dato che controllava l'accesso ad un attraversamento fluviale tra Champlain ed il lago Giorgio lungo la rotta principale tra i fiumi Hudson e San Lorenzo. Quando scoppiò la guerra l'area faceva parte della frontiera tra la britannica provincia di New York e la francese provincia del Canada, e gli inglesi avevano bloccato l'avanzata francese verso sud nel 1755 con la battaglia del lago Giorgio.

### Piano britannico
Nella campagna del 1759 il Segretario di Stato britannico William Pitt aveva ordinato al generale Jeffrey Amherst, vincitore a Louisbourg, di guidare un'armata in Canada navigando verso nord il lago Champlain, mentre una seconda forza guidata dal generale James Wolfe, distintosi servendo Amherst a Louisbourg, si sarebbe diretto contro Quebec navigando il San Lorenzo. Fu ordinato ai governatori delle Tredici colonie di reclutare fino a 20 000 milizie per queste campagne. Circa 8000 uomini furono reclutati ed inviati ad Albany dalle province meridionali di Pennsylvania e New Jersey. New York mandò 3000 uomini ed il New Jersey altri 1000. Il Massachusetts offrì 6500 uomini, 3500 diretti ad Albany ed il resto destinati a Wolfe a Quebec o in Nuova Scozia. Il resto degli uomini sarebbe dovuto provenire dalle altre province della Nuova Inghilterra e dalla Pennsylvania. Quando i quaccheri della Pennsylvania si impuntarono nel non mandare nessuno, Amherst li convinse minacciando di ritirare le truppe dalle fortezze del fiume Ohio lungo la frontiera, costantemente soggetti a pressioni indiane e francesi.

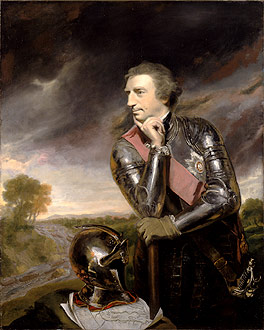
Il generale Jeffrey Amherst, comandante britannico

Quando Amherst seppe da William Johnson che gli Irochesi si stavano preparando a sostenere i britannici, decise di mandare una spedizione alla conquista di Fort Niagara. A maggio inviò 2000 degli uomini di Albany con 3000 militari del generale John Prideaux. Questi guidò il resto delle milizie, provenienti soprattutto da Massachusetts, New Jersey e Connecticut, a nord verso Fort Edward, dove si unirono ad altri 6000 soldati (circa 2000 del 42° Royal Highlanders e del 17º, 27º e 53º fanteria, del 1º battaglione del 60º fanteria, circa 100 artiglieri, 700 Rogers' Rangers e 500 unità di fanteria leggera di Thomas Gage).

### Piano francese
Durante la campagna del 1759 i tattici francesi diressero molte risorse nel teatro europeo della guerra dei sette anni. A febbraio il ministro della guerra francese Belle-Isle fece sapere al generale Louis-Joseph de Montcalm, responsabile della difesa del Canada, che non avrebbe ricevuto sostegno dalla Francia a causa del dominio navale inglese nell'Atlantico che avrebbe reso difficoltosa la traversata. Belle-Isle spiegò a Montcalm l'importanza di mantenere almeno un punto d'appoggio in America del Nord, dato che sarebbe stato quasi difficile riconquistarlo in caso di sconfitta. Montcalm rispose "A meno di avere un'inaspettata fortuna, o mettere in scena un diversivo da qualche altra parte in America del Nord, il Canada cadrà nell'imminente campagna militare. Gli inglesi hanno 60 000 uomini, noi ne abbiamo 11 000".
(Montcalm a de Bourlamaque, 4 giugno 1759)
Montcalm decise di focalizzare le manovre francesi sulla difesa del cuore del Canada: Montréal, Québec e la valle del San Lorenzo. Assegnò 3000 uomini dei reggimenti la Reine e Berry al generale François-Charles de Bourlamaque per la difesa di Montréal, di cui circa 2300 stanziati a Fort Carillon. Sapeva (grazie alla propria esperienza nella battaglia combattuta precedentemente nello stesso luogo) che si trattava di una forza troppo esigua per difendere Carillon contro un deciso attacco inglese portato da generali competenti. Le istruzioni date da Montcalm e dal governatore della Nuova Francia, il marchese de Vaudreuil, a de Bourlamaque erano di difendere Carillon finché possibile, e poi di distruggerlo assieme al vicino Fort St. Frédéric prima di ritirarsi verso Montréal.

## Avanzata britannica e ritirata francese
Nonostante il generale Amherst avesse ordinato di spostarsi "all'inizio dell'anno, al massimo il 7 maggio, se la stagione lo permette", l'armata di Amherst composta da 11000 uomini non partì dalla riva meridionale del lago Giorgio prima del 21 luglio. Vi furono molti motivi per questo ritardo. Uno fu logistico; la spedizione di Prideaux alle fortezze Oswego e Niagara partì anch'essa da Albany; un altro fu il lento arrivo delle milizie.

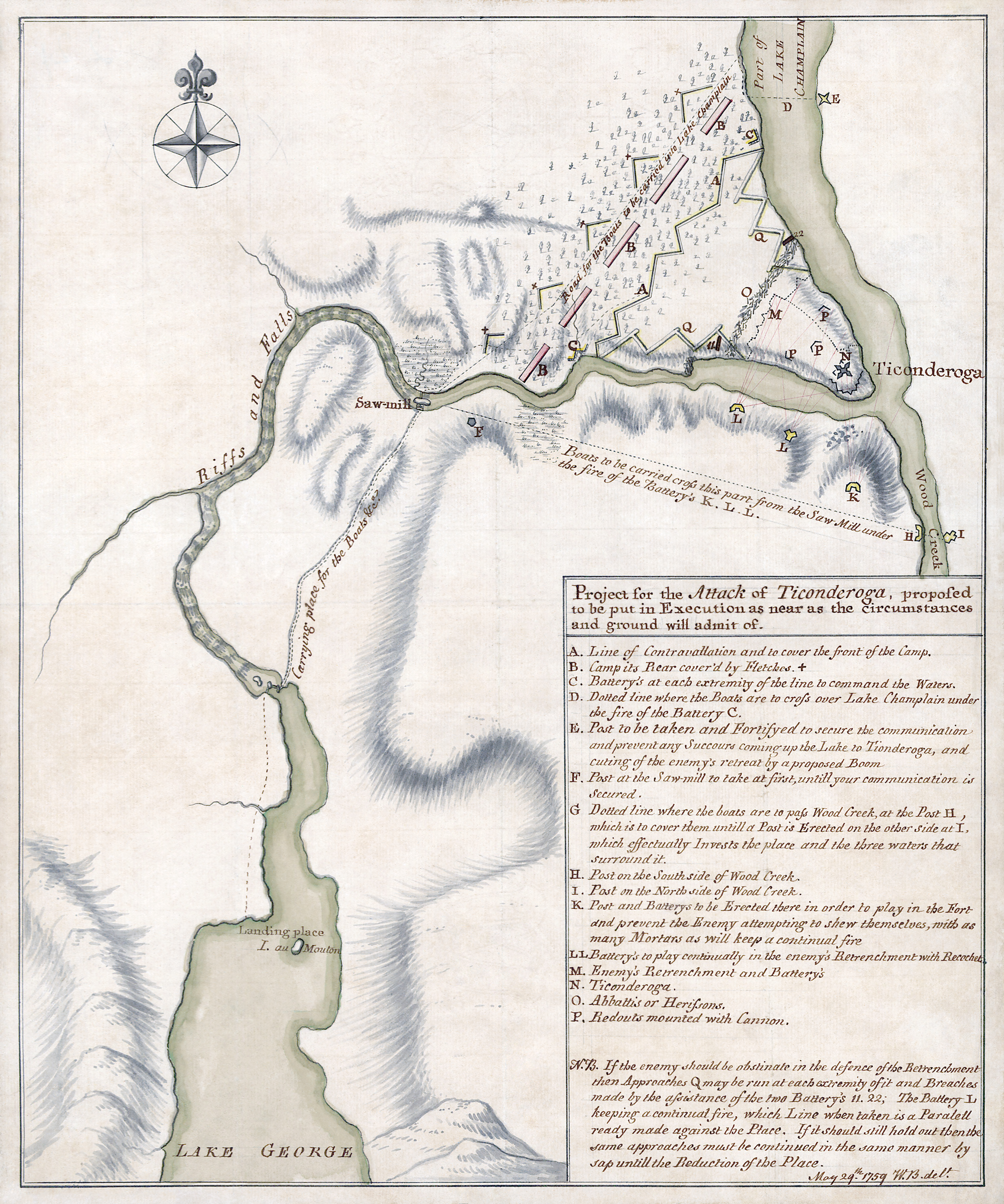
Mappa manoscritta restaurata del piano d'attacco britannico proposto, datato 29 maggio 1759

Quando le truppe sbarcarono ed iniziarono ad avanzare verso il forte, Amherst scoprì con piacere che i francesi avevano abbandonato le difese più esterne. Proseguì comunque con cautela, occupando le vecchie linee usate dai francesi nella battaglia del 22 luglio 1758, sapendo che i francesi stavano accumulando barche nel forte. Il piano originale era quello di colpire la fortezza ai fianchi, bloccando la strada per Fort St. Frédéric per impedire la fuga francese. In mancanza di resistenza francese all'esterno, decise invece di porre l'attenzione sul forte stesso.
Nei successivi tre giorni i britannici si trincerarono ed iniziarono un assedio. I lavori furono complicati dal fatto che c'era poco terreno scavabile nelle vicinanze, e furono necessari sacchi di sabbia per proteggere i lavori di preparazione dell'assedio. In questo periodo le batterie di cannoni francesi aprirono il fuoco abbastanza fittamente contro le postazioni inglesi. Il 25 luglio un distaccamento di Rogers' Rangers misero in acqua alcune barche e sfondarono una barriera costruita dai francesi per impedire alle navi nemiche di risalire il lago. Il 26 luglio i britannici avevano piazzato l'artiglieria a 20 metri dalle mura.
Bourlamaque si era ritirato a Fort St. Frédéric lasciando a Carillon soli 400 uomini appena saputo dell'arrivo degli inglesi. I cannoni francesi provocarono 5 morti e 31 feriti tra gli assedianti. Il capitano Louis-Philippe Le Dossu d'Hébécourt, lasciato al comando del forte, decise la sera del 26 luglio che era giunto il momento di andarsene. I suoi uomini puntarono i cannoni verso le mura, scavarono buche e stesero una riga di polvere da sparo fino alla strapiena polveriera. Diedero fuoco alla miccia ed abbandonarono il forte, lasciando sventolare la bandiera francese. I britannici scoprirono quanto fatto grazie all'arrivo dei disertori francesi. Il generale Amherst offrì 100 ghinee a chiunque fosse entrato ed avesse bloccato la miccia, ma nessuno accettò l'offerta. Quella sera si sentì un'esplosione terrificante. La polveriera fu distrutta e molte strutture in legno presero fuoco, ma le mura non furono gravemente danneggiate. Dopo l'esplosione alcuni fanti di Gage entrarono nella fortezza e presero la bandiera francese. Gli incendi nella fortezza si spensero dopo due giorni.

## Conseguenze
Il giorno dopo i britannici iniziarono ad occupare il forte. A causa della frettolosa partenza dei francesi da Carillon, un gruppo di loro ricognitori fece ritorno alla fortezza credendola ancora in mano ai francesi. Furono 40 i prigionieri.
I francesi in ritirata distrussero Fort St. Frédéric il 31 luglio, lasciando così la strada aperta per le operazioni militari inglesi a lago Champlain (i due fortini erano stati costruiti proprio per impedirlo). I francesi avevano una piccola flotta armata, che per prima cosa avrebbe dovuto essere neutralizzata. Il tempo necessario per occupare e riparare le due fortezze, e quello necessario per costruire barche da usare sul lago Champlain, rallentarono ulteriormente le forze di Amherst e gli impedirono di unirsi al generale Wolfe nell'assedio di Québec. Amherst, preoccupato del fatto che la ritirata di Bourlamaque potesse attirarlo in una trappola, passò agosto e settembre a supervisionare la costruzione di una piccola flotta, di Fort Crown Point (un nuovo forte nei pressi delle rovine di Fort St. Frédéric) e la costruzione di strade che unissero la zona alla Nuova Inghilterra.

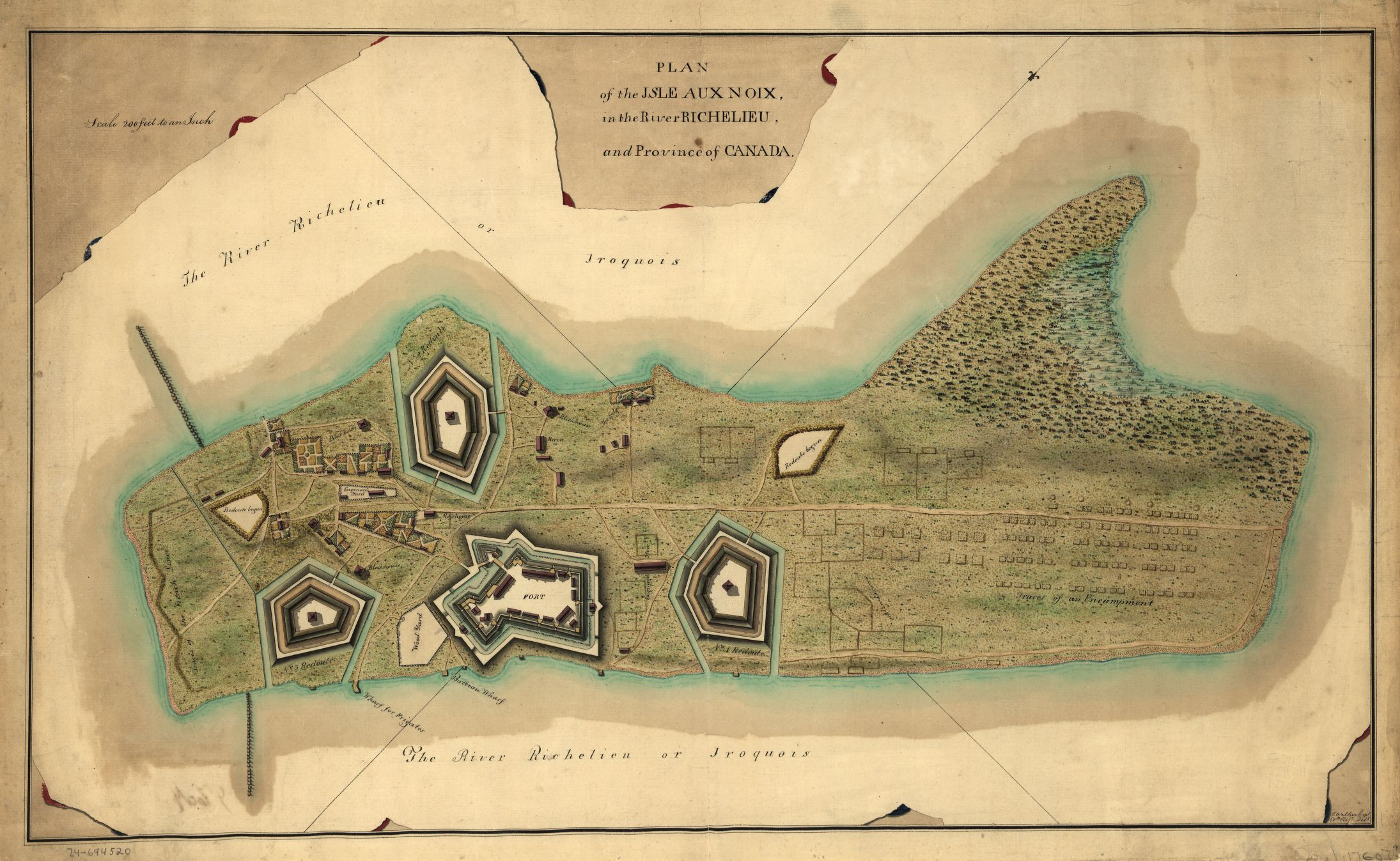
Mappa del 1760 raffigurante le fortificazioni di Bourlamaque sull'Île-aux-Noix

L'11 ottobre l'esercito di Amherst salpò dirigendosi a nord sul lago Champlain per attaccare Bourlamaque sull'Île-aux-Noix nel fiume Richelieu. Nei successivi due giorni una delle navi francesi fu catturata; i francesi abbandonarono e bruciarono le altre per evitarne la cattura. Il 18 ottobre seppe della caduta di Québec. Essendoci un "inizio d'inverno" (parte del lago iniziava a congelare), ed avendo programmato il congedo delle milizie per il 1º novembre, Amherst annullò l'attacco, sciolse le milizie e fece tornare il proprio esercito alla sede invernale.
I britannici assunsero il pieno controllo del Canada con la resa di Montréal nel 1760. Il forte, da sempre chiamato Ticonderoga dagli inglesi (dal nome del luogo in cui si trovava), fu controllato dalla corona britannica fino alla fine della guerra franco-indiana. In seguito fu gestito da piccole guarnigioni fino al 1775, quando fu conquistato dalle milizie statunitensi all'inizio della guerra d'indipendenza americana.

## Commemorazioni
Una grande rievocazione degli eventi della guerra franco-indiana si svolse a Fort Ticonderoga il 26–27 giugno 2009.